# Der Turm (Bezau)

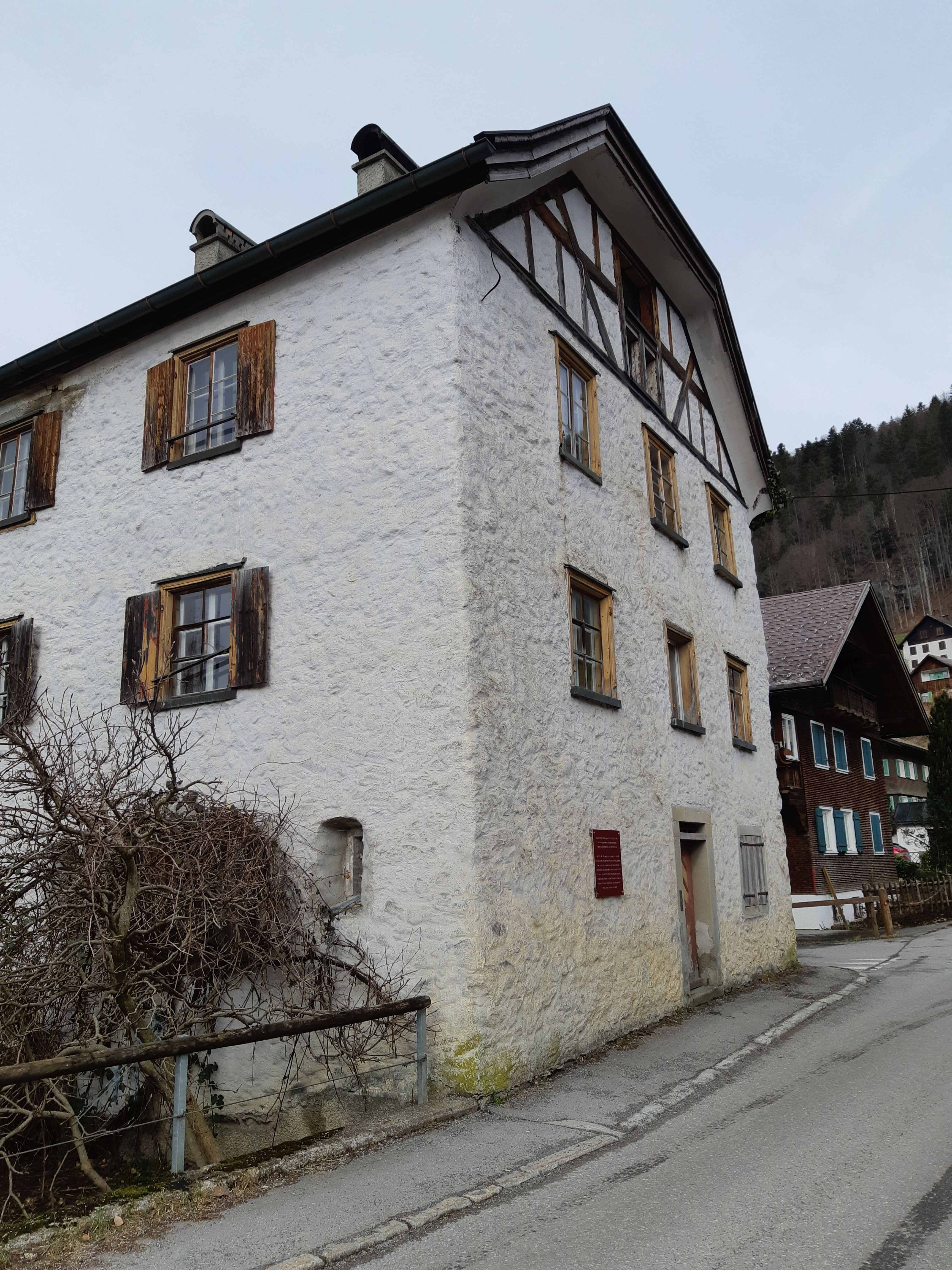
„Der Turm“ in Bezau (2020)

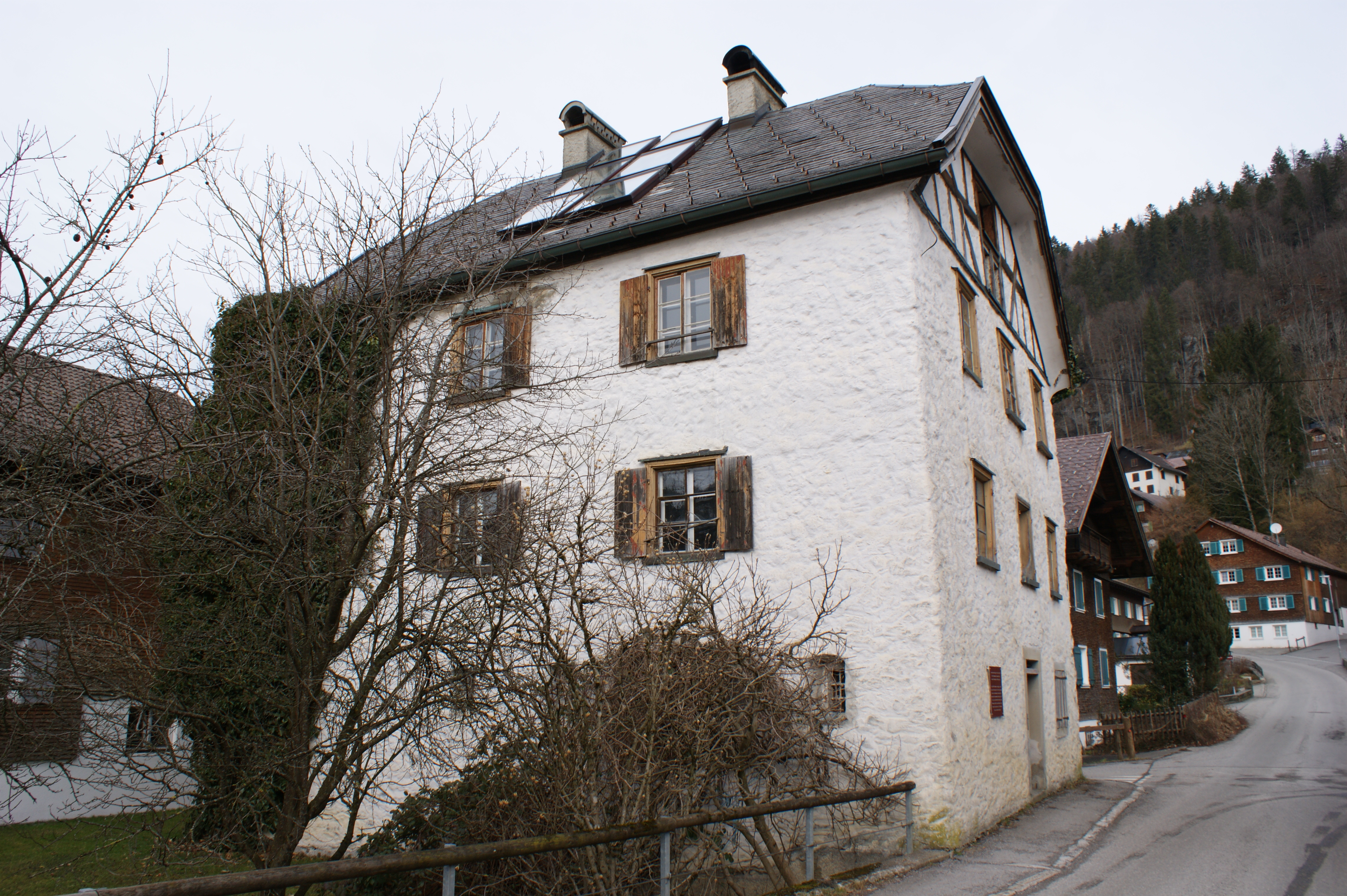

Der Turm (auch: Alter Turm) ist die regionale Bezeichnung für eine ehemalige Fronfeste in Bezau im Bregenzerwald (Vorarlberg, Österreich). Das Gebäude wurde 1806 als dreigeschoßiger Bau errichtet und steht unter Denkmalschutz.

## Geschichte
Das Gebäude wurde 1806 vom Stand Bregenzerwald unter Herrschaft der Bayern als Gerichtsgebäude und Gefängnis erbaut. In napoleonischer Zeit, zwischen 1806 und 1814, gehörte das Gebiet Vorarlbergs zu Bayern.
1891 erwarb das Haus Josef Stülz (1845 bis 1919), der hier über 20 Jahre mit seiner Frau Anna (geb. Winkel) lebte. Josef Stülz wird als bedeutendste Kulturpersönlichkeit des Bregenzerwaldes um die Jahrhundertwende angesehen. Er war in Bezau als Komponist, Chorleiter, Dirigent des Blas- und Streichorchesters, Organist, Lehrer, Buchbinder und Fotograf tätig.

## Beschreibung
Das freistehende, gemauerte Gebäude hat eine Grundfläche von etwa 11 × 9 Meter und steht etwa auf 652 m ü. A. Es ist mit einem Satteldach mit Dachgaube (nördlich) und Walm (Krüppelwalmdach) versehen und mit viereckigen, mittelgrauen Eternitschindeln eingedeckt. Die Fenster und Türe sind symmetrisch in der Fassade verteilt. Im westlichen und östlichen Dachbereich des Dachgeschoßes findet sich eine sichtbare Fachwerkbauweise. Zur Nutzung des Dachgeschoßes wurden im Süden moderne Oberlichter im Dach eingelassen.
Der Gebäudestil ist zweckmäßig und schlicht im Stile von Festungsbauten aus dieser Zeit gehalten.
Direkt östlich am Gebäude führt die Straße Bezegg und nördlich die Straße Platz vorbei.